# 大内山平吉
大内山 平吉（おおうちやま へいきち、1926年6月19日 - 1985年11月1日）は、茨城県那珂郡平磯町（現：ひたちなか市）出身で双葉山道場、時津風部屋に所属した大相撲力士。本名は大内 平吉（おおうち へいきち）。最高位は東大関。

## 来歴
1926年6月19日に茨城県那珂郡平磯町（現・茨城県ひたちなか市）で漁師を営む家に長男として生まれる。幼少時代から潜水が得意で、鮑や蛸を捕る腕はプロの潜水士にも劣らなかった。小学生の時は際立って大きくなく、平均よりやや高い程度の身長だったが、小学校を卒業してから船に乗って漁を手伝う内に急激に背が高くなった。1943年に家の漁船が大日本帝国海軍に徴用され、父と共に対潜哨戒部隊に配属されたが、海軍軍属の立場で食事に不自由しなかったことからさらに体格が大きくなり、周囲の軍人達の勧めと口利きで、1944年に双葉山相撲道場へ入門した。巨体であったため、新弟子検査の際は幕下付出も検討されたといい、1956年の時津風一門座談会でも兄弟子の鏡里がそれについて話していた。
新弟子検査の際には角界関係者をどよめかせたが、入門まで相撲経験が無く、それこそ海軍や学校でのプログラムとしてですら相撲を取る機会はなかった。後になって稽古場に立つと兄弟子の鏡里は「これなら勝てるナ」と安堵し、実際新弟子時代は誰と取っても勝てないほど弱かった。それでも、相撲を投げ出して家に帰ると笑い者になりかねないため、必死で相撲を続けた。
四股名は入門当初から「大内山」を名乗りたかったが、大内山は当時の言葉で皇居を意味していたため、戦時中は不敬罪に問われることを恐れて本名の「大内」で相撲を取っていた。戦後になって不敬罪が廃止されたこともあって、1948年5月場所で十両昇進を果たすとようやく念願の「大内山」を名乗ることが許された。その後も努力を重ね、1949年1月場所で新入幕を果たした。ちなみに昭和天皇はこの四股名を意識していたらしく、戦後の力士の中では特に大内山を気に入っていたと言われる。1951年5月場所では痔のため8日目のみ休場（不戦敗）しながら翌日から再出場、10日目に千代の山を降した。千代の山はこの場所を優勝して横綱昇進が決まったため、「休場力士が再出場して優勝力士を破る」という珍記録となった。
1955年3月場所は大関獲りとして迎え、14日目を終えた時点で12勝2敗という好成績だった。千秋楽の対戦相手は前場所優勝し、この場所も絶好調、13勝1敗の横綱・千代の山雅信だった。当時横綱は他に3人（鏡里喜代治、吉葉山潤之輔、栃錦清隆）いて、通常なら関脇が千秋楽の結びの一番に起用されるはずもないが、鏡里と吉葉山の両横綱にくわえてただ一人の大関である三根山隆司も途中休場、栃錦は皆勤したものの千代の山とは同門のために本場所で対戦することが出来ず、優勝争いを面白くさせるためもあってこの割が組まれることになった。大内山は本割で千代の山を破って両者が13勝2敗で並んだ。千代の山を破った取組は、立合い、千代の山得意の突っ張りを繰り出すより早く、大内山が左上手を取ると、右を差して一気に寄り切り、という内容であった。優勝決定戦での再戦では破れて優勝は出来なかったが、この場所から制定された雷電賞を受賞、同賞の第1号受賞者となった。そして場所後に大関昇進が決定した。この決定は当時大関争いと言われていた若ノ花幹士・松登晟郎より先に決まったもので、江戸時代の看板大関を別にすれば史上初の身長2m越えの大関誕生となった。古くから「大き過ぎる力士は出世しない」という悪いジンクスが存在していたが、大内山はこれを破ったと言われた。巨体ゆえに土俵四方の房に頭がぶつかるという珍事も起きたため、土俵の釣り屋根の高さが引き上げられるきっかけにもなっている。
大関昇進を果たした大内山は、1955年5月場所の千秋楽にこの場所優勝の栃錦と対戦、大内山が立合いから猛烈に突っ張り、再三食いつこうとする栃錦をあくまで突き放して追い詰めるも、最後は乾坤一擲の首投げでその巨体が宙に舞った。勝利した栃錦、敗れた大内山、両者とも後々まで語り草になる一番となった。勝利した栃錦にとっても、取組後に師匠春日野（元横綱栃木山）から「優勝が決まった後の千秋楽で、よくあれだけの相撲を取った」と言われ、春日野から生涯で唯一、褒められた相撲だったという。後日、栃錦はこの取組について「（大内山の突っ張りに）土俵で脳震盪を起こしたようになり、もう一突きでもされたら危なかったが、何故か相手（大内山）が組んできたので、一か八かの首投げを打った」と述懐しているが、大内山によると「栃（錦）関の顔がどんどん赤くなるのが判ったので、『ああ可哀想だな』と思うとつい力が抜けてしまった」のだという。しかし、「考えてみれば千秋楽で、それからしばらく顔を合わせることもなかった。もっと（勝負を）やればよかった」とも語っている。
1956年9月場所で7勝8敗と負け越し、続く1957年1月場所でも右膝と股関節を痛めて5日目から休場し2勝3敗10休となって2場所連続で負け越したことにより、同年3月場所は関脇に陥落した。更にその場所も5勝10敗と負け越し、以降は平幕で取り続けた。同年5月場所7日目には栃錦を破り、元大関が金星を獲得するという珍しい記録を残した。現役時代、特に大関陥落確定以降は膝の負傷に苦しみ、1958年1月場所に12勝3敗の好成績で優勝次点となり、元大関の意地を見せるが、1959年3月場所は前頭19枚目の幕尻で7勝8敗と負け越し、十両陥落が決定的となったことで現役を引退、年寄・錣山（後に立田山へ名跡変更）を襲名し、勝負検査役を務めた。しかし、身長2mの大内山は座っても大きいので真後ろの観客は取組が見えなかったが、検査役からの異動は無かった。
その後、部屋の後継者争いに敗れた立田川が、現役力士を一人も連れずに1971年9月に独立した際には同行した。しかし、部屋での関取誕生を見ることなく、1985年11月1日に転移性脳腫瘍のため、東京都千代田区内の病院で死去。59歳没。死去から1年余りが経過した1987年3月場所で森乃里治重が十両に昇進し、立田川部屋第一号の関取となった。
晩年には両国で「割烹ちゃんこ 大内」を経営し、長男の大内明が引き継いでいる。この店舗は、テレビ東京系ドラマ「孤独のグルメ」Season2・第八話でも紹介されている。
墓所は八柱霊園。

## 人物・エピソード
身長2m超えの巨躯だが、足腰が柔軟で粘り強いために小兵力士が相手でも速さ負けせず、体重を乗せた猛烈な上突っ張りや素早く上手を取っての鋭い寄り、豪快な小手投げは大物らしい底知れぬ強さを感じさせた。悠然とした土俵態度は揚子江の流れに喩えられ、横綱昇進を期待された が、後述する極端なまでの優しい性格や膝の故障、および先端巨大症に侵されて果たせなかった。
1956年1月場所13日目に若ノ花幹士との対戦が組まれ、掬い投げで投げ飛ばされた際には、大内山の長い脚が土俵上の行司を跳ね飛ばしてしまう一幕があった。この時、跳ね飛ばされて勝負が決まる瞬間を見逃した行司は、検査長（現在の正面審判長）席にいた藤嶌に「どちらが勝ちましたか」と確認をとったという。
長男の証言によると、大内山は「一見無口のようだがそれは力士社会での話で、実はかなりの話上手」「とにかく芯から優しい人で、母がどんなに毒づいても一度も怒ったことがなかった」とのこと。自分の相撲ぶりについては「オレが思いっ切り突っ張ったら、相手を壊しちゃうからナ」と、思い切って突っ張ることがなかった、というエピソードが後年の活字等に残っている。相手を思いやる性格から相手に体を浴びせる相撲を良しとせず、かばい手にとどめるどころか、有利、不利にかかわらず、先に手をついてかばってしまうことすらあったという。
同部屋の不動岩と共にその巨体から周囲の目を引くことが多かったが、彼らの現役時代は日常的に写真を撮る時代でなかったため不動岩と共に大内山が写る写真は当時一般の人はまず持っていなかったといい、2020年になってベースボール・マガジン社のインターネット記事に貴重な2ショット写真が掲載された。

## 主な戦績
- 通算成績：347勝278敗53休  勝率.555
- 幕内成績：304勝256敗53休 勝率.543
- 大関成績：55勝40敗10休 勝率.579
- 現役在位：51場所
- 幕内在位：41場所
- 大関在位：7場所[1]
- 三役在位：10場所（関脇8場所、小結2場所）
- 優勝同点：1回（1955年3月場所）
- 三賞：1回
  - 殊勲賞：1回（1955年3月場所）
- 雷電賞：2回（1955年3月場所、1958年1月場所）
- 金星：2個（千代の山1個、栃錦1個）
- 各段優勝
  - 幕下優勝：1回（1947年6月場所）

### 場所別成績
|                     | 春場所           | 夏場所                | 秋場所             |
| ------------------- | ---------------- | --------------------- | ------------------ |
| 1944年 （昭和19年） | （前相撲）       | 東序ノ口4枚目 3–2     | 東序二段37枚目 4–1 |
| 1945年 （昭和20年） | x                | 東三段目26枚目 4–1    | 東幕下23枚目 3–2   |
| 1946年 （昭和21年） | x                | x                     | 東幕下15枚目 3–4   |
| 1947年 （昭和22年） | x                | 西幕下23枚目 優勝 5–0 | 東十両13枚目 7–4   |
| 1948年 （昭和23年） | x                | 東十両5枚目 7–4       | 西十両筆頭 7–4     |
| 1949年 （昭和24年） | 東前頭17枚目 9–4 | 西前頭9枚目 9–6       | 東前頭5枚目 6–9    |
| 1950年 （昭和25年） | 西前頭7枚目 9–6  | 西前頭5枚目 8–7       | 西前頭2枚目 5–10   |
| 1951年 （昭和26年） | 東前頭5枚目 10–5 | 西小結 10–5           | 東関脇 9–6         |
| 1952年 （昭和27年） | 西関脇 6–9       | 西前頭筆頭 11–4 ★     | 東張出関脇 4–11    |

| | 一月場所 初場所（東京） | 三月場所 春場所（大阪） | 五月場所 夏場所（東京） | 七月場所 名古屋場所（愛知） | 九月場所 秋場所（東京） | 十一月場所 九州場所（福岡） |
| --- | ----------------------- | ----------------------- | ----------------------- | --------------------------- | ----------------------- | --------------------------- |
| 1953年 （昭和28年） | 西前頭筆頭 休場 0–0–15  | 東張出前頭 休場 0–0–15  | 西前頭17枚目 12–3       | x                           | 東前頭9枚目 9–6         | x                           |
| 1954年 （昭和29年） | 西前頭3枚目 9–6         | 西小結 10–5             | 西関脇 9–4–2            | x                           | 東関脇 9–6              | x                           |
| 1955年 （昭和30年） | 西関脇 11–4             | 東関脇 13–2 殊          | 東大関 9–6              | x                           | 東大関 11–4             | x                           |
| 1956年 （昭和31年） | 東大関 6–9              | 西大関 10–5             | 西大関 10–5             | x                           | 西大関 7–8              | x                           |
| 1957年 （昭和32年） | 東張出大関 2–3–10       | 東張出関脇 5–10         | 東前頭筆頭 7–8 ★        | x                           | 西前頭2枚目 6–9         | 東前頭4枚目 2–6–7           |
| 1958年 （昭和33年） | 東前頭14枚目 12–3       | 西前頭2枚目 6–9         | 西前頭4枚目 4–11        | 西前頭8枚目 8–7             | 西前頭6枚目 8–7         | 西前頭3枚目 2–9–4           |
| 1959年 （昭和34年） | 西前頭13枚目 4–11       | 西前頭19枚目 引退 7–8–0 | x                       | x                           | x                       | x                           |
| 各欄の数字は、「勝ち-負け-休場」を示す。 優勝 引退 休場 十両 幕下 三賞：敢=敢闘賞、殊=殊勲賞、技=技能賞 その他：★=金星 番付階級：幕内 - 十両 - 幕下 - 三段目 - 序二段 - 序ノ口 幕内序列：横綱 - 大関 - 関脇 - 小結 - 前頭（「#数字」は各位内の序列） |                         |                         |                         |                             |                         |                             |

- 1953年3月は前頭9枚目格

### 幕内対戦成績
| 力士名     | 勝数 | 負数  | 力士名   | 勝数 | 負数  | 力士名       | 勝数 | 負数 | 力士名         | 勝数 | 負数 |
| ---------- | ---- | ----- | -------- | ---- | ----- | ------------ | ---- | ---- | -------------- | ---- | ---- |
| 朝汐(米川) | 9    | 11    | 東海     | 1    | 0     | 東富士       | 1    | 5    | 愛宕山         | 1    | 1    |
| 五ツ海     | 2    | 1     | 岩風     | 3    | 0     | 梅錦         | 1    | 0    | 及川           | 3    | 1    |
| 大熊       | 2    | 0     | 大瀬川   | 3    | 2     | 大起         | 11   | 5    | 大ノ海         | 2    | 1    |
| 大晃       | 4    | 1     | 小城ノ花 | 0    | 1     | 大蛇潟       | 2    | 0    | 海山           | 5    | 3(1) |
| 甲斐錦     | 1    | 0     | 神風     | 1    | 1     | 神若         | 1    | 0    | 清ノ森         | 0    | 1    |
| 九州錦     | 2    | 1     | 国登     | 7    | 6     | 鯉ノ勢       | 1    | 0    | 高津山         | 2    | 3    |
| 琴ヶ濱     | 9    | 9     | 琴錦     | 6(1) | 3     | 佐賀ノ花     | 2    | 1    | 相模川         | 1    | 0    |
| 櫻錦       | 0    | 3     | 汐ノ海   | 3    | 4     | 信夫山       | 9    | 10   | 嶋錦           | 6    | 3    |
| 清水川     | 7    | 4     | 玉乃海   | 8    | 4     | 千代の山     | 9    | 15*  | 常錦           | 3    | 0    |
| 常ノ山     | 3    | 3     | 照國     | 2    | 3     | 輝昇         | 6    | 2    | 出羽錦         | 17   | 12   |
| 出羽湊     | 4    | 1     | 十勝岩   | 2    | 1     | 栃錦         | 6    | 15   | 栃光           | 8    | 3    |
| 鳴門海     | 9    | 6     | 成山     | 12   | 7     | 羽嶋山       | 12   | 12   | 羽子錦         | 0    | 1    |
| 緋縅       | 2    | 0     | 備州山   | 5    | 2     | 広瀬川       | 3    | 2    | 福田山         | 0    | 1    |
| 福ノ海     | 1    | 0     | 福ノ里   | 1    | 1     | 房錦         | 2    | 4    | 藤田山         | 1    | 0    |
| 冨士錦     | 0    | 1     | 藤錦     | 1    | 0     | 二瀬山       | 6    | 2    | 前ノ山(佐田岬) | 0    | 1    |
| 増位山     | 1    | 1     | 松登     | 5    | 14(1) | 三根山       | 6(1) | 13   | 宮城海         | 0    | 1    |
| 宮錦       | 7    | 1     | 八方山   | 6    | 1     | 吉井山       | 1    | 0    | 芳野嶺         | 3    | 2    |
| 吉葉山     | 2    | 14(1) | 力道山   | 0    | 1     | 若潮         | 0    | 1    | 若瀬川         | 17   | 1    |
| 若秩父     | 0    | 2(1)  | 若ノ海   | 3    | 3     | 若乃花(初代) | 13   | 12   | 若前田         | 6    | 4    |
| 若三杉     | 0    | 1     |          |      |       |              |      |      |                |      |      |

- 他に優勝決定戦で千代の山に1敗がある。

## 改名歴
- 大内 平吉（おおうち へいきち）：1944年1月場所 - 1947年11月場所
- 大内山 平吉（おおうちやま へいきち）：1948年5月場所 - 1959年3月場所

## 年寄変遷
- 錣山 平吉（しころやま へいきち）1959年3月 - 1961年1月
- 立田山  平吉（たつたやま へいきち）1961年1月 - 1985年11月1日